# Lafarge (Unternehmen)

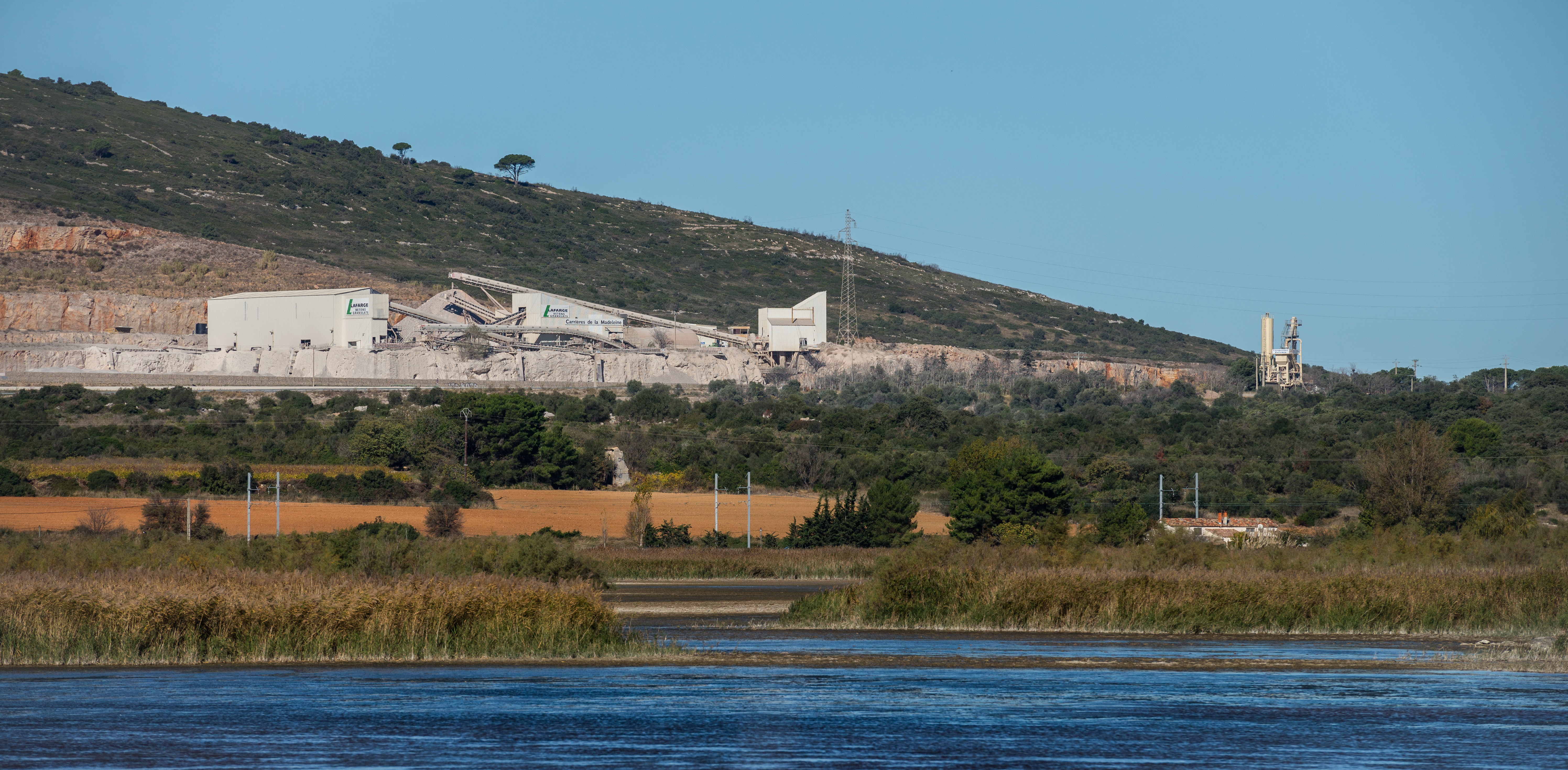
Abbaustätte in Villeneuve-lès-Maguelone

Lafarge war vor der Fusion mit Holcim zur LafargeHolcim ein weltweit tätiges Unternehmen mit Sitz in Paris mit den Geschäftsbereichen Zement, Beton, sowie Zuschlagstoffe und Gips. 2013 betrug der Umsatz 15,2 Milliarden Euro. Die Gruppe beschäftigte weltweit 64.000 Mitarbeiter. In Deutschland war die Hauptverwaltung der operativen Gesellschaft „Zement“ seit 2012 in Karsdorf ansässig. Sowohl die Verwaltung für Österreich als auch das Europe Technical Center waren in Wien angesiedelt.

## Geschichte
Das Unternehmen wurde 1833 von Léon Pavin de Lafarge gegründet. Es baute feuerfeste Steine in einem Steinbruch an der Ardèche ab. 1864 lieferte Lafarge 110.000 Tonnen Kalkstein zum Bau des Suez-Kanals.
Im Jahr 1931 erweiterte Lafarge seine Tätigkeit um den Geschäftsbereich Gips. Acht Jahre später war Lafarge der größte Zementhersteller Frankreichs. Das Unternehmen errichtete 1956 sein erstes Zementwerk in den USA und gründete Lafarge Cement of North America.
1980 fand die Fusion mit der belgischen Coppée statt, neuer Name war Lafarge Coppée. 1994 erfolgten erste Geschäftsaktivitäten in China. Drei Jahre später stieg Lafarge mit der Übernahme der britischen Redland in das Geschäft mit Dachbaustoffen ein. Im Jahr 2000 schloss das Unternehmen mit der Naturschutzorganisation WWF eine Partnerschaft und startete ein weltweites CO2-Klimaschutzprogramm.
Im Dezember 2001 wurde Lafarge mit der Akquisition von Blue Circle Industries der größte Zementhersteller weltweit, vor dem bis dato führenden Konkurrenten Holcim.
Die Unternehmensleitung beschloss am 29. Juni 2004 eine Verdoppelung der Produktionskapazität ihres Werkes in Dujiangyan auf 2,4 Mio. Tonnen pro Jahr. Am 11. August 2005 wurde mit der Shui On Construction, einem chinesischen Zementhersteller, ein Partnerschaftsvertrag unterschrieben und die Lafarge Shui On Cement gegründet. Im November 2005 akquirierte das Unternehmen einen Wettbewerber im Südwesten Chinas und kündigte weitere Investitionen an mit dem Ziel, auf eine jährliche Produktionskapazität von 21 Millionen Tonnen Zement zu kommen. Damit gehört das Joint Venture zu den drei größten Zementherstellern in China.
2004 wurde gegen Lafarge auf Grund der Beteiligung am Zementkartell ein Bußgeld in Höhe von 86 Mio. Euro verhängt. Das Unternehmen legte dagegen Widerspruch ein.
Bruno Lafont wurde am 1. Januar 2006 zum neuen CEO von Lafarge berufen. Gemeinsam mit der École des Ponts ParisTech und École polytechnique gründete Lafarge am 22. März desselben Jahres den weltweit ersten Lehrstuhl für nachhaltige Konstruktion im Fachbereich Materialwissenschaften. PAI partners und Lafarge geben am 1. März 2007 bekannt, dass sie den Verkauf des Geschäftsbereichs Dachbaustoffe, Lafarge Roofing, an PAI für einen Betrag von 2,4 Milliarden Euro abschlossen. Neben PAI hielt Lafarge zunächst einen Anteil von 35 Prozent an dem neuen Unternehmen, das zum Jahresanfang 2008 in Monier umfirmierte (heute Braas Monier Building Group).
Lafarge übernahm am 23. Januar 2008 für 8,8 Milliarden Euro das ägyptische Unternehmen Orascom Cement, den führenden Zementhersteller im Mittleren Osten und den nordafrikanischen Mittelmeeranrainerstaaten.
Am 7. April 2014 teilten Holcim und Lafarge mit, einen „Zusammenschluss unter Gleichen durch Aktientausch“ anzustreben. Die Fusion der beiden Unternehmen wurde am 14. Juli 2015 mit der Umbenennung der Holcim Ltd. in LafargeHolcim Ltd. und der zusätzlichen Notierung der Aktien an der Euronext Paris abgeschlossen. LafargeHolcim hat seinen Sitz in der Schweiz, fast 140.000 Mitarbeiter und über 30 Mrd. Euro Jahresumsatz. Lafarge blieb vorerst als eigenständige Gesellschaft an der Euronext Paris notiert, die restlichen Lafarge-Aktionäre wurden aber im September 2015 per Squeeze-Out zwangsabgefunden.

## Die Gruppe

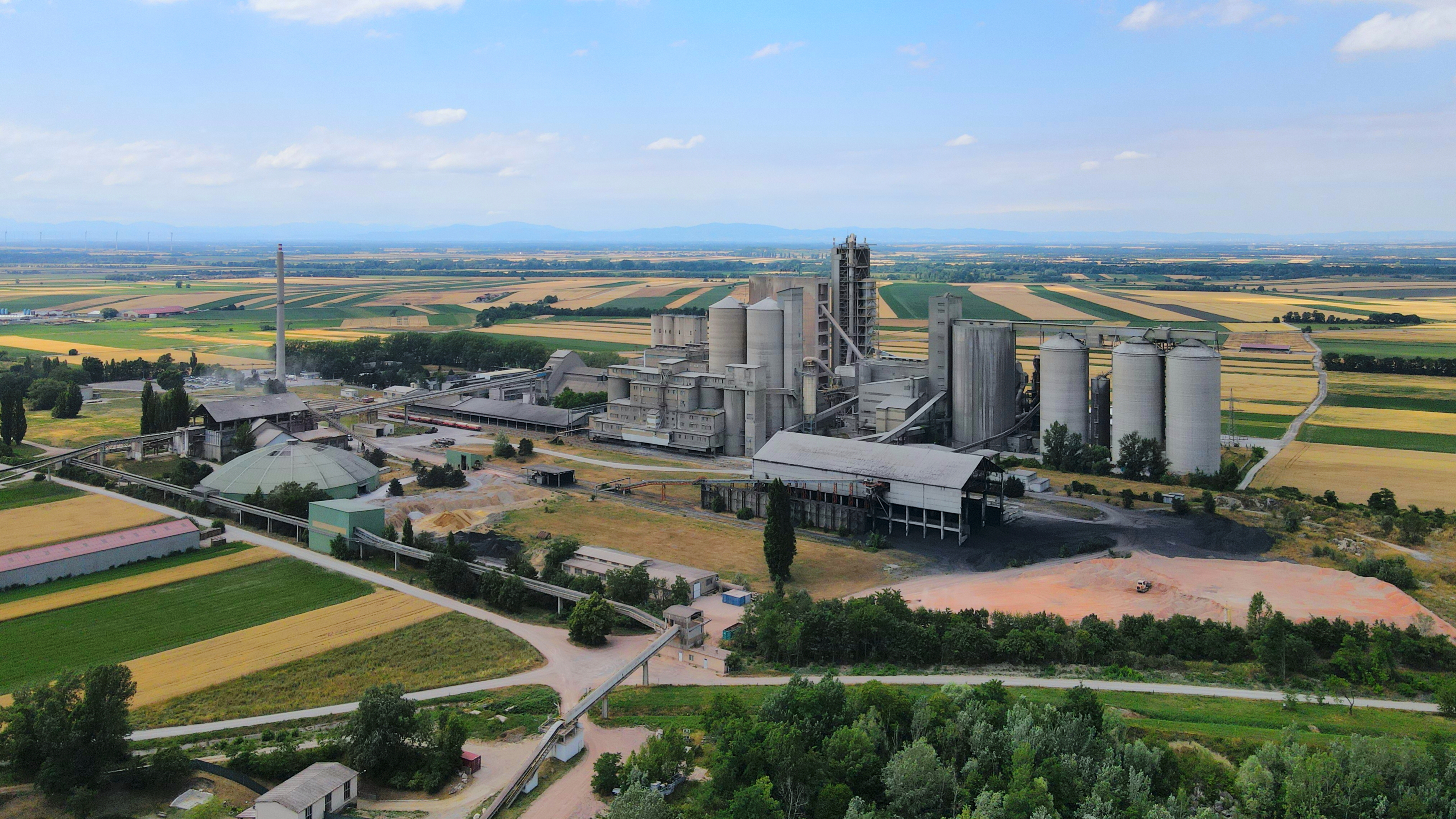
Lafarge (Perlmooser) Zementwerk in Mannersdorf – Österreichs größtes Zementwerk

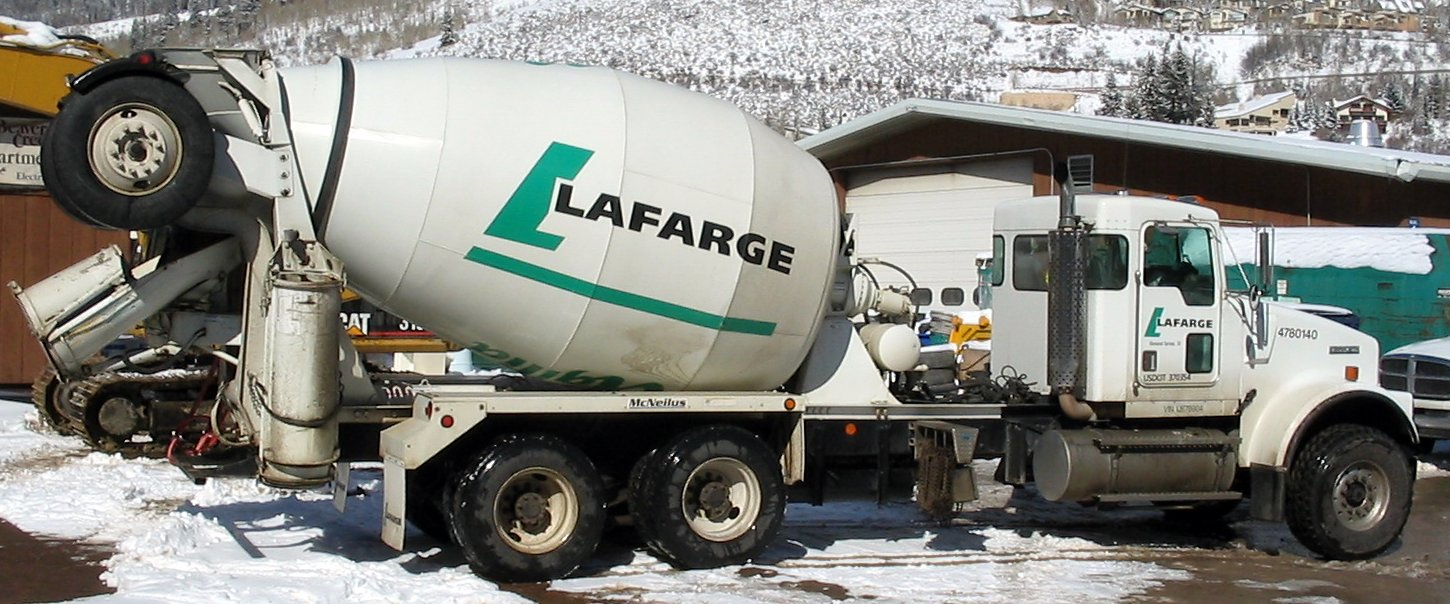
Fahrmischer von Lafarge

Die Lafarge-Gruppe betreibt weltweit mehr als 1.900 Werke und Produktionsstätten.  Unter diesen befinden sich in Österreich die seit 1872 bestehende Perlmooser AG und die seit 1996 zu Lafarge gehörende Lafarge Perlmooser AG.
Lafarge betreibt weltweit ein Netzwerk von Forschungs- und Entwicklungseinrichtungen mit insgesamt 500 Mitarbeiterinnen und Mitarbeitern. Mit verschiedenen Universitäten und Forschungseinrichtungen in den USA, Frankreich und der Schweiz bestehen Kooperationsvorhaben.
Neben einer globalen Partnerschaft mit der Naturschutzorganisation WWF hat die Gruppe globale Partnerschaften mit CARE und Habitat for Humanity,  geschlossen. Lafarge ist weiterhin Mitglied in der Global Business Coalition on HIV/AIDS und im World Business Council for Sustainable Development (WBCSD) für nachhaltige Entwicklung.

## Verbindung zur Terrororganisation IS
Im Juni 2016 wurde berichtet, dass Lafarge für den Betrieb seiner Werke in Syrien ein finanzielles „Arrangement“ mit der Terrororganisation Islamischer Staat eingegangen sei. Lafarge betonte jedoch, dies unter anderem aus Rücksicht auf die Werkarbeiter getan zu haben. Im Oktober 2017 soll in Paris auch eine einfache Bombe unter einem Lieferwagen des Unternehmens gefunden worden sein.
Im Frühjahr 2018 wurde bekannt, dass Lafarge nach Presserecherchen im Syrischen Bürgerkrieg seit 2011 etwa 5 Millionen US-Dollar an bewaffnete Gruppen gezahlt hatte, um sein Engagement in Syrien zu schützen. Lafarge hatte 2010 eine 610 Millionen Dollar teure Fabrik nahe Manbidsch eröffnet und soll später im Krieg zunächst an kurdische Gruppen und dann an die Terrororganisation Islamischer Staat Gelder gezahlt haben, um sie weiter betreiben zu können, bis sie schließlich von der Terrorgruppe Ende 2014 besetzt wurde. Gegen sechs leitende Angestellte wurde 2018 in dem Zusammenhang wegen Finanzierung des Terrorismus ermittelt.
Im Mai 2022 wurde eine Anklage bestätigt. Das Unternehmen bekannte sich in USA schuldig, den Islamischen Staat und andere Terrorgruppen unterstützt zu haben und stimmte einer Strafe in Höhe von 777,8 Mio. USD zu, weil es nach Ausbruch des Krieges im Jahr 2011 Zahlungen geleistet hatte, um eine Fabrik in Syrien am Laufen zu halten. Nach Angaben der Staatsanwaltschaft war dies das erste Mal, dass sich ein Unternehmen in den USA der Unterstützung von Terroristen schuldig bekannt hat. Lafarge erklärte, es bedaure die Vorfälle und übernehme die Verantwortung für die beteiligten Führungskräfte.